# Pedro Yanowitz
Pedro Yanowitz (Peter Yanowitz nació el 13 de septiembre de 1967 en Chicago, Illinois, Estados Unidos) es un músico estadounidense. Él fue el baterista original de The Wallflowers. También tocó la batería de Money Mark, la banda tributo de Black Sabbath, Hand of Doom, y los tres primeros álbumes de Natalie Merchant. En la actualidad es el bajista y compositor de la banda Morningwood.
Nacido en Chicago, se crio en Salt Lake City (Utah). En la actualidad es coescritor de la música y letras para el próximo musical de Broadway basado en la película Clueless con su colaborador Stephen Trask. Este musical se estrenará en 2010.
Natalie Merchant fue novia de Pedro por un tiempo (1994-2001) y se rumorea que su cambio de nombre "Peter" a "Pedro" se hizo a "raíz de una mala ruptura que, de algunas manera terminó su asociación con Natalie Merchant."

## Discografía

### con Morningwood
- Morningwood (2006)
- Diamonds & Studs (2009)